# Анатолий Банишевски
Анатолий Банишевски е азербайджански съветски футболист, нападател. Легенда на Нефтчи Баку и съветския футбол. Заслужил майстор на спорта на СССР.

## Кариера
През цялата си кариера играе само за Нефтчи Баку. В мъжкия тим попада когато е на 16 години. Банишевский впечатлява с играта си и става трансферна цел на московските грандове и Динамо Киев, но избира да остане в Нефтчи. През 1965 Николай Морозов го повиква в националния отбор на СССР. За „червената армия“ Банишевски дебютира в контрола с Бразилия. Нападателят вкарва 7 гола в първите си 8 мача за съюза. Участва на световното първенство в Англия през 1966 г., където СССР достига до 4 място. С клубния си отбор печели бронзозите медали в първенството. Попада и в списък „33 най-добри“. Банишевски участва 2 пъти на европейски първенства – през 1968 и 1972. През 1972 СССР губи финалът от ФРГ, а Анатолий е обвинен като един от главните виновници за поражението. Това се оказва и последният му мач за „Сборная“. В края на сезона Нефтчи изпада в Първа лига. През сезон 1973 Банишевски вкарва 22 гола в 30 мача. Въпреки това, 27-годишният нападател решава да спре с футбола.
През 1975 Банишевски се завръща на терена, след молби на феновете и ръководството. Помага на Нефтчи да се завърнат във Висшата дивизия. В последните си сезони, главната цел на Анатолий е да стане член на Клуб Григорий Федотов. Нападателят е далеч от най-добрите си години, но все пак успява да достигне необходимите 100 гола (81 във Висшата дивизия на СССР и 19 за националния отбор), за да попадне в клуба. Слага край на кариерата си през 1978 г.
От 1981 до 1983 е треньор на Нефтчи. По-късно води Автомобилист и юношите на Буркина Фасо. Принуден е да прекрати треньорската си кариера поради заболяване от панкреатит и диабет. Умира на 10 декември 1997 г.
През 2003 е обявен за най-великия азербайджански футболист, печелейки юбилейната награда на УЕФА за 50-годишнината на организацията.